# Tsu-11
Lo Tsu-11 era un motoreattore costruito in soli 3 esemplari in Giappone durante la seconda guerra mondiale. Fu sviluppato per equipaggiare l'unità kamikaze Yokosuka MXY-7 Ohka Tipo 22.

## Storia
A partire dal 1937, il Giappone si impegnò attivamente nello studio e sviluppo di motori aeronautici a reazione, fondando un gruppo di ricerca costituito da ingegneri provenienti dall'università di Tokyo, dalla Hitachi, dalla Nakajima, dalla Mitsubishi e dalla Ishikawajima Shipyards presso il Kūgishō a Yokosuka.
Nel 1938, sotto la supervisione di Tokiyasu Tanegashima, vennero studiati diversi modelli sperimentali di compressori e turbine a gas. Abbandonato quasi subito lo studio del compressore a pistone libero, gli sforzi vennero indirizzati sul più promettente compressore assiale. Le notizie sul volo dell'aereo sperimentale italiano Campini-Caproni C.C.2 (equipaggiato con un motoreattore ideato da Secondo Campini) portarono alla costruzione della versione giapponese Tsu-11 modificandone alcune parti del motore originale, e che avrebbe dovuto poi equipaggiare il velivolo-bomba Ohka Tipo 22 e l'addestratore Yokosuka MXY9 Shuka ("Fuoco d'autunno").
La versione 22 dell'Ohka si rendeva necessaria per ovviare alla limitata portata utile della Ohka Tipo 11.
Il Tipo 11 era dotato di motori a razzo che fornivano una notevole accelerazione ma avevano un tempo di funzionamento molto limitato. A causa della conseguente breve autonomia di volo l'aereo che portava le Ohka doveva avvicinarsi molto all'obbiettivo da colpire, rendendosi vulnerabile agli intercettori e venendo spesso abbattuto prima ancora di poter lanciare le armi. Per questa ragione fu sviluppato il motore a getto Tsu-11 che garantiva alte velocità e un raggio d'azione sufficiente al bombardiere a lanciare gli ordigni e tornare alla base indenne.

## Tecnica

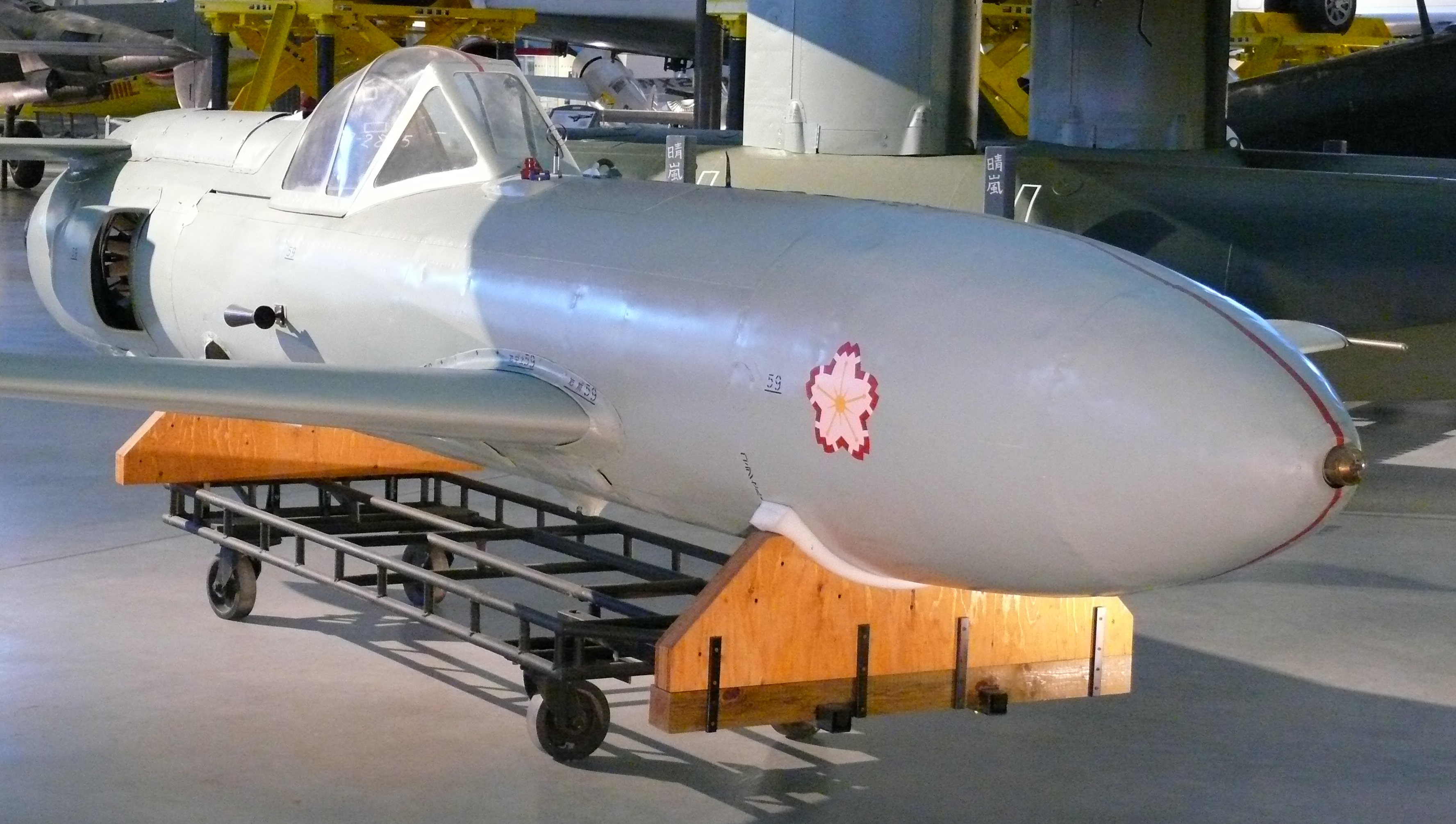
L'unico modello di Ohka Tipo 22 sopravvissuto alla seconda guerra mondiale, oggi restaurato ed esposto presso lo Smithsonian National Air and Space Museum. Si nota la presa d'aria laterale posteriore per l'alimentazione del compressore dello Tsu-11.

Lo Tsu-11 era basato su un motore Hitachi Hatsukaze Ha 11 4 cilindri in linea invertito che azionava uno stadio di compressore. A valle del compressore era installato il sistema di iniezione del carburante che veniva bruciato in quattro camere di combustione. I gas di scarico venivano poi lasciati espandere nell'ugello generando la spinta.

## Esemplari esistenti
L'unico modello di Ohka Tipo 22 sopravvissuto è esposto presso lo Smithsonian National Air and Space Museum a Washington. Un'analisi ingegneristica condotta nel 1997 durante i lavori di restauro sull'esemplare esposto suggerisce che il contributo della combustione a valle del compressore (in una configurazione riconducibile ad un postbruciatore) forniva un modesto contributo alla spinta che era sostanzialmente generata dalla ventola intubata mossa dal motore a pistoni.

## Velivoli utilizzatori
Giappone
- Yokosuka MXY-7 Ohka Tipo 22
- Yokosuka MXY9

## Motori comparabili
Italia
- Motogetto Campini